# Dendrobates
« Dendrobate » redirige ici. Pour les autres significations, voir Dendrobate (homonymie).
Genre
Synonymes
- Hysaplesia Boie in Schlegel, 1826
- Eubaphus Bonaparte, 1832
- Dendromedusa Gistel, 1848

Statut CITES
Dendrobates est un genre d'amphibiens de la famille des Dendrobatidae.
Toutes les espèces de ce genre ont été inscrites à l'annexe II de la Cites afin de contrôler leur commercialisation.

## Répartition
Les cinq espèces de ce genre se rencontrent du Sud du Nicaragua au Nord du Brésil. Par ailleurs, l'espèce Dendrobates auratus a été introduite à Hawaï.

## Habitat
Les Dendrobates vivent dans la forêt tropicale humide surtout au niveau du sol. Certaines espèces montent volontiers sur les arbres mais les Dendrobates ne sont pas arboricoles.

## Description
Les Dendrobates mesurent en moyenne 40 mm soit de 20 à 60 mm, ces espèces sont très colorées, au contraire d'un camouflage, c'est un signal permettant d'être identifié par les prédateurs, qui connaissent leur goût affreux ou leur dangerosité et les évitent (aposématisme).
Les Anglo-Saxons regroupent les espèces de ces différents genres sous le nom de "poison frogs", ou "poison dart frogs". Ce nom populaire vient de la batrachotoxine, un alcaloïde que ces petites grenouilles sécrètent sur leur peau  qui, chez certaines espèces, est très dangereux voire mortel ; certaines tribus indiennes l'utiliseraient pour enduire de poison la pointe de leurs fléchettes (dart).
En pratique, seules trois espèces d'un genre voisin Phyllobates, dont Phyllobates terribilis, sont réellement dangereuses. Les autres espèces provoquent simplement des réactions d'irritation, surtout si le poison qu'elles sécrètent entre en contact avec les muqueuses. Les Dendrobates ne méritent donc pas vraiment ce surnom de « poison dart frogs ».
Quant aux animaux du commerce, même les Phyllobates, ils ne sont normalement pas dangereux. En effet, en captivité, ces grenouilles perdent l'essentiel de leur toxicité. C'est encore plus vrai pour les animaux nés en captivité. La théorie ancienne et dominante (mais longtemps pas vraiment prouvée) voulait que leur poison soit d'origine exogène, c’est-à-dire produit hors de leur corps. Il viendrait d'insectes eux-mêmes toxiques, dont ils se nourrissent. Personne ne faisant encore l'élevage de tels insectes pour nourrir ses pensionnaires, ceux-ci perdent donc assez vite leur toxicité. Début 2004, des travaux ont été publiés indiquant que la réalité est un petit peu plus complexe : les Dendrobates (comme les autres Dendrobatidae) ont effectivement besoin de se procurer les alcaloïdes de base pour leur poison dans les insectes qu'elles chassent. Mais elles n'utilisent pas tous les alcaloïdes ainsi collectés tels quels. Une équipe de chercheurs américains, menée par John Cover, de l'aquarium national de Baltimore au Maryland aux États-Unis, a réussi à montrer chez des Dendrobates la présence d'une hydroxylase capable de transformer un alcaloïde donné en un composé cinq fois plus dangereux.

## Liste des espèces
Selon Amphibian Species of the World (11 juin 2017) :
- Dendrobates auratus (Girard, 1855)
- Dendrobates azureus (Hoogmoed, 1969)
- Dendrobates leucomelas (Steindachner, 1864)
- Dendrobates nubeculosus (Jungfer & Böhme, 2004)
- Dendrobates tinctorius (Cuvier, 1797)
- Dendrobates truncatus (Cope, 1861)

## Taxonomie
Un grand nombre d'espèces décrites dans ce genre ont été transférées dans les autres genres de la sous-famille des Dendrobatinae notamment Ranitomeya.

## Étymologie
L'origine du nom du genre Dendrobates dérive des termes grecs dendros qui signifie « arbre » et bates qui veut dire « grimpeur », faisant référence au comportement de certains amphibiens de la famille des Dendrobatidae aux mœurs très arboricoles.

## Galerie

Différentes espèces de Dendrobates
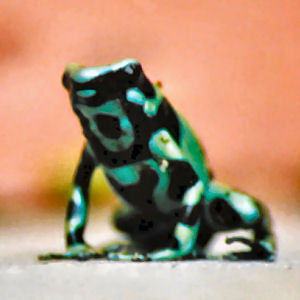
Dendrobates auratus
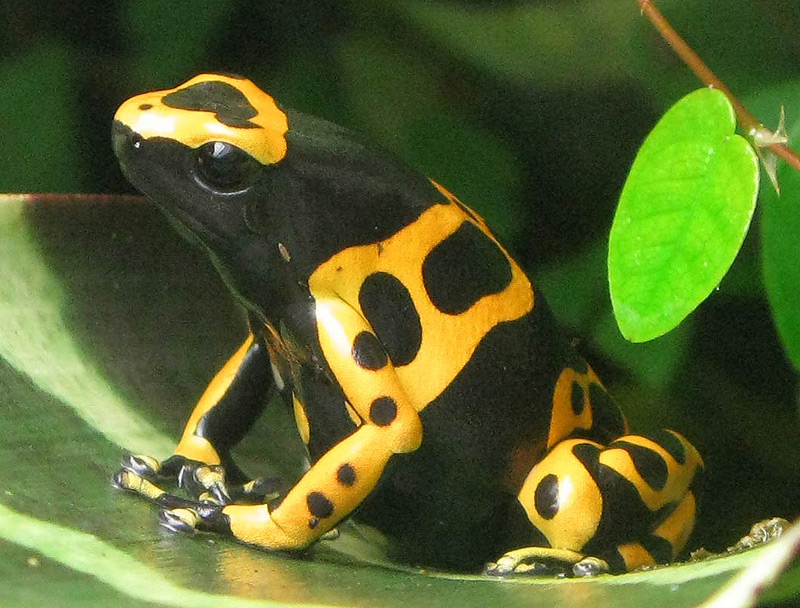
Dendrobates leucomelas
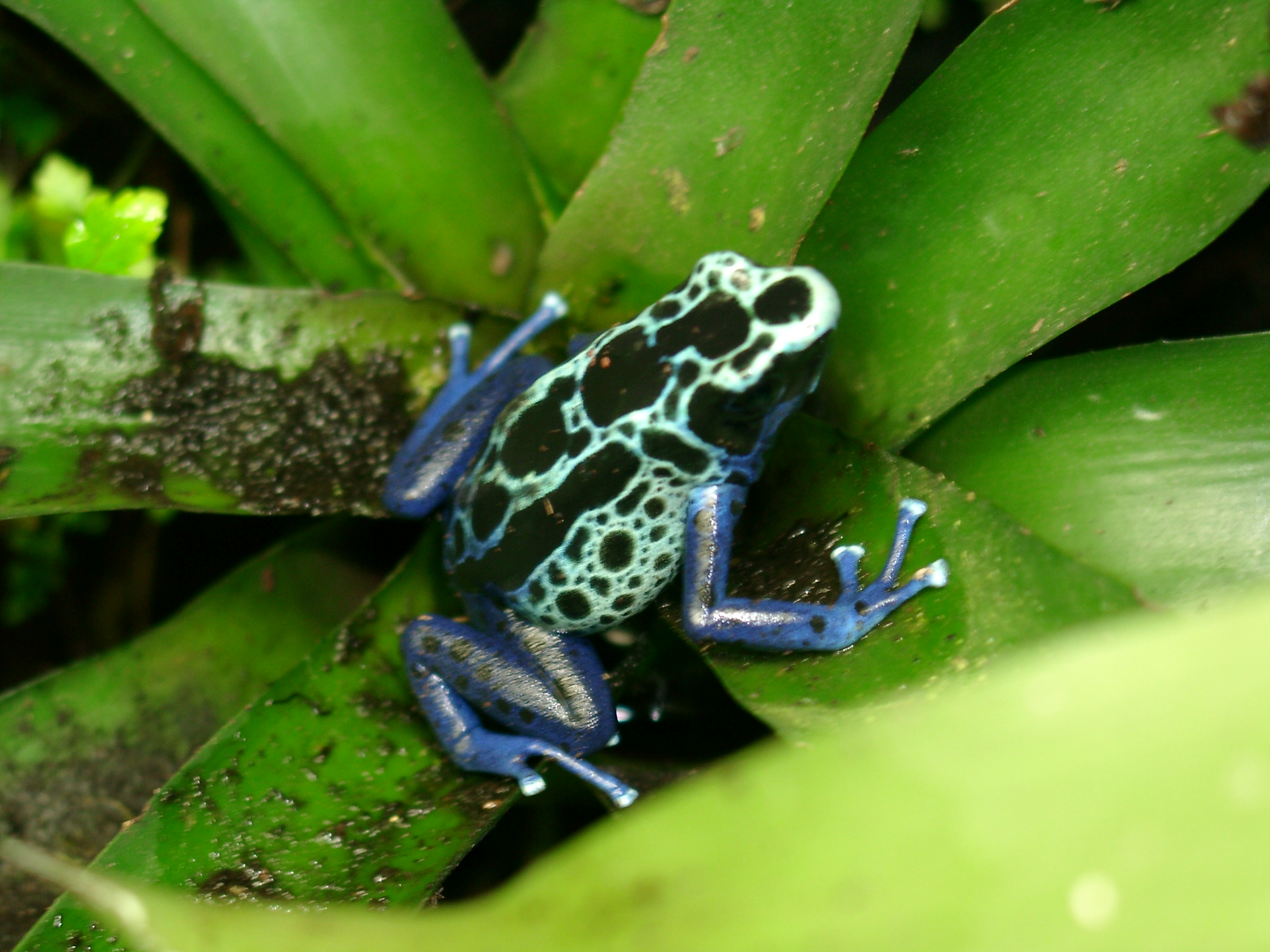
Dendrobates tinctorius
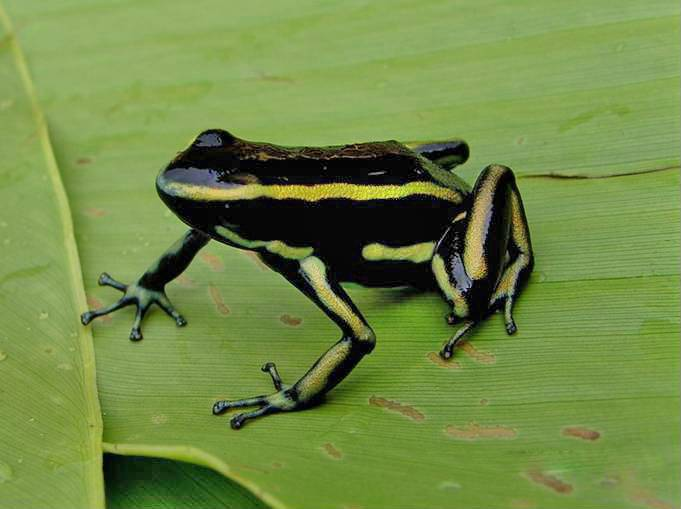
Dendrobates truncatus
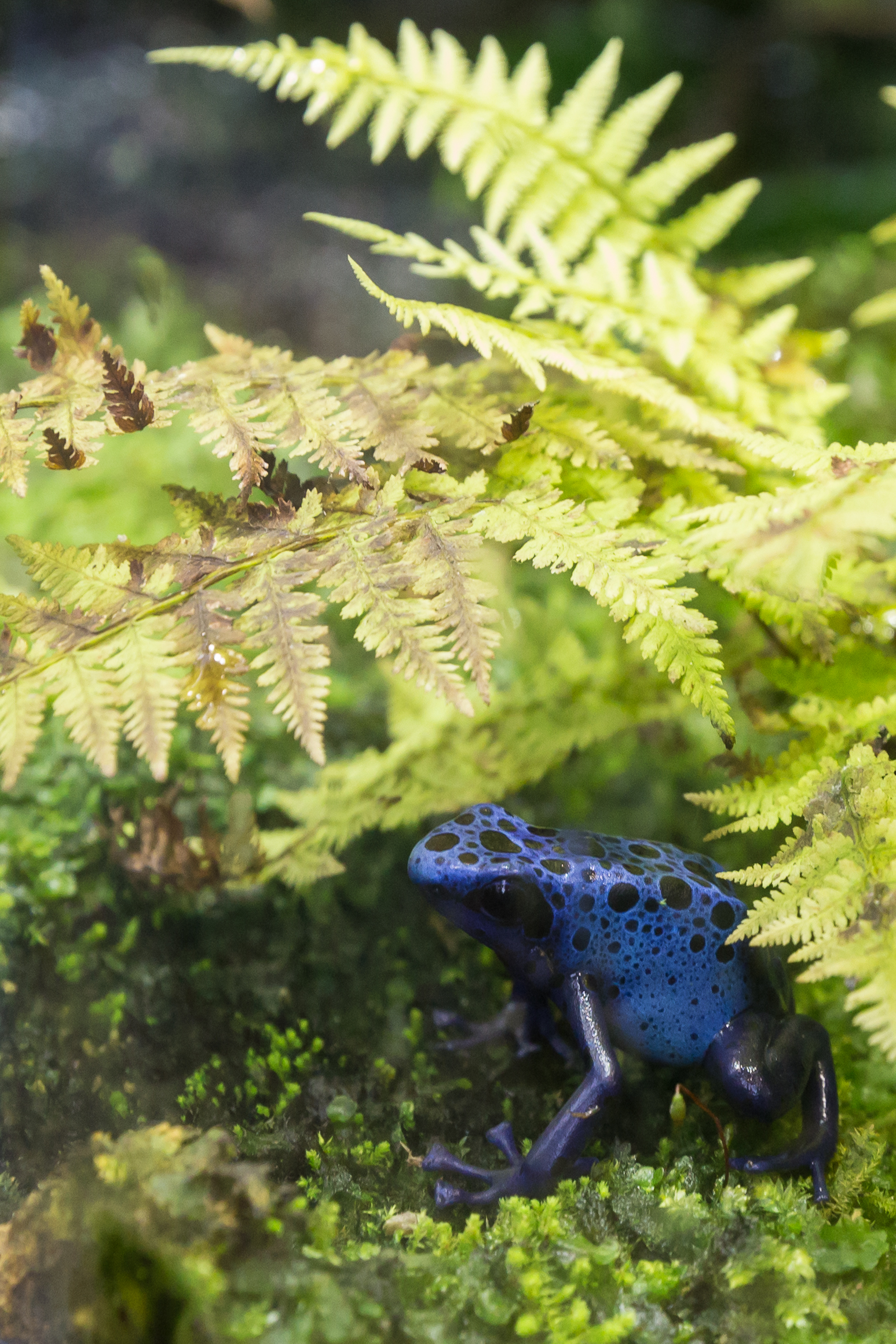
Drendobates tinctorius "azureus" (Dendrobate à tapirer "bleu") au ZooParc de Beauval à Saint-Aignan-sur-Cher, France.

## Publication originale
- Wagler, 1830 : Natürliches System der Amphibien : mit vorangehender Classification der Säugethiere und Vögel : ein Beitrag zur vergleichenden Zoologie. München p. 1-354 (texte intégral).